# Chiusi della Verna
Chiusi della Verna je italská obec v provincii Arezzo v oblasti Toskánsko. Leží asi 25 km severně od Arezza a asi 60 km východně od Florencie v pohoří Casentino. Zalesněné vrchy jsou součástí Národního parku Foreste Casentinesi, Monte Falterona e Campigna. V roce 2019 zde žilo 1 931 obyvatel.

## Administrativní uspořádání
Obec je složena z domů, roztroušených v kopcích na ploše asi 102 km². Její místní části se nazývají Biforco, Compito, Corezzo, Corsalone, Dama, Case Nuove, Frassineta, Gargiano, Giampereta, La Beccia, La Rocca, La Verna, Rimbocchi, Sarna, Val della Meta, Vallebona a Vezzano.

## Sousední obce
Bagno di Romagna (FC), Bibbiena, Caprese Michelangelo, Castel Focognano, Chitignano, Pieve Santo Stefano, Poppi, Subbiano, Verghereto (FC)

## Klášter
Nedaleko obce se nachází františkánský klášter s bazilikou La Verna, postavené na místě, kde se údajně 17. září 1224 svatému Františku z Assisi na nebi zjevil serafín se třemi páry křídel a Kristovými stigmaty. Stigmata - čtyři rány na těle na místech, kde je utrpěl Ježíš Kristus na kříži, se vzápětí objevily na Františkově těle. Klášter byl založen koncem 13. století a když papež Bonifác IV. vyhlásil rok 1300 Svatým rokem, začali tudy chodit poutníci po Via Francigena, poutní cestě do Assisi. 

## Vývoj počtu obyvatel
Zdroj: 

## Hospodářství
Stálého obyvatelstva ubývá, místní lidé pracují v turistických službách a uvolněné domy kromě turistů využívají Florenťané jako víkendové chalupy.

## Partnerská města
- Helmstadt, Německo
- Amatrice, Itálie
- Serravalle, San Marino